# Liste von Persönlichkeiten der Stadt Messina
Diese Liste enthält in Messina geborene Persönlichkeiten sowie solche, die in Messina gewirkt haben, dabei jedoch andernorts geboren wurden. Die Liste erhebt keinen Anspruch auf Vollständigkeit.

## In Messina geborene Persönlichkeiten

### Bis 1800

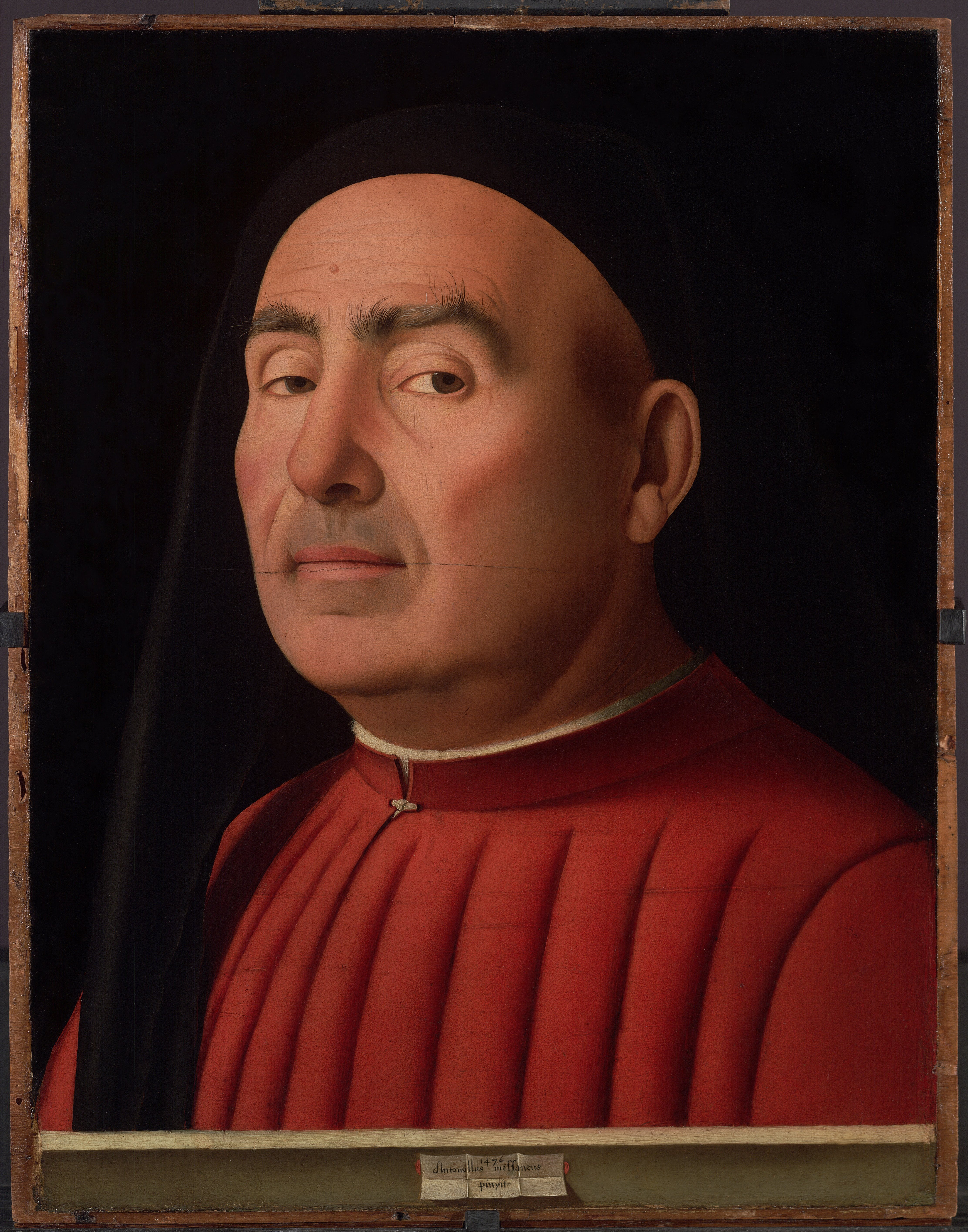
Antonello da Messina

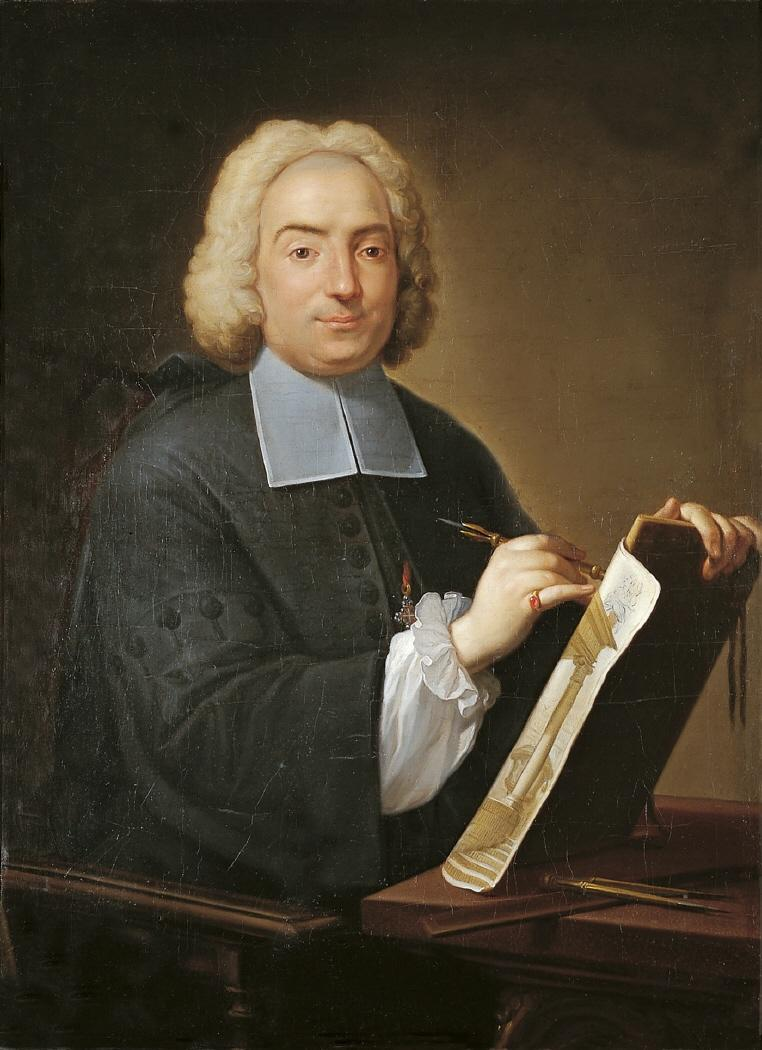
Filippo Juvarra

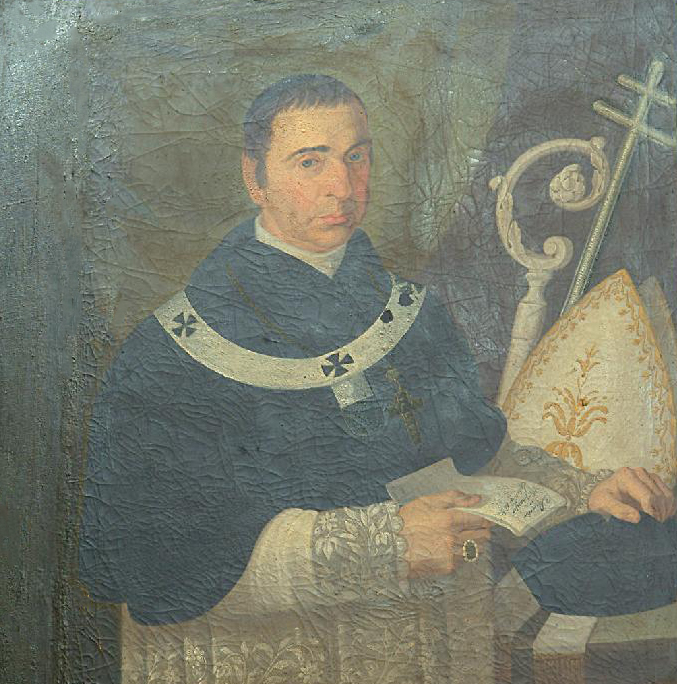
Pier Francesco Brunaccini

- Antonello da Messina (um 1430 – 1479), Maler
- Alfonso Franco (1466–1523), Maler und Silberschmied
- Antonello de Saliba (um 1467 – um 1535), Maler
- Girolamo Alibrandi (um 1470 – um 1524), Maler
- Antonio Giuffrè (1493–1543), Maler
- Franciscus Maurolicus (1494–1575), Universalgelehrter
- Mariano Riccio (1510–1593), Maler
- Cigalazade Yusuf Sinan Pascha (1545–1605), osmanischer Beamter, General und Admiral
- Antonio Catalano (1560–1630), Maler
- Natale Masuccio (1568–1619), Architekt
- Alonso Rodriguez (1578–1648), Maler
- Giovanni Simone Comandè (1580–1634), Maler
- Scipione Errico (1592–1670), Dichter
- Antonio Barbalonga (1600–1649), Maler
- Giovanni Battista Quagliata (1603–1673), Maler
- Giovanni Fulco (1605–1680), Maler
- Domenico Guargena (1610–1663), Kapuziner und Maler
- Domenico Maroli (1612–1676), Maler
- Andrea Suppa (1628–1671), Maler und Architekt
- Agostino Scilla (1629–1700), Maler, Paläontologe, Numismatiker und Geologe
- Bartolomeo Tricomi (um 1630 – 1709), Maler
- Filippo Tancredi (1655–1722), Maler
- Giovanni Tuccari (1667–1743), Maler
- Nicola van Houbraken (1668–nach 1724), Maler
- Antonio Filocamo (1669–1743), Maler
- Filippo Juvarra (1678–1736), Architekt
- Paolo Filocamo (1688–1743), Maler und Architekt
- Litterio Paladini (1691–1743), Maler und Kupferstecher
- Salvatore Monosilio (1715–1776), Maler
- Giuseppe Paladini (1721–1794), Maler
- Domenico Benedetto Balsamo (1759–1844), Ordensgeistlicher und römisch-katholischer Erzbischof von Monreale
- Giacomo Minutoli (1765–1827), Architekt
- Franz Xaver von Weber (1766–1843), Schweizer Politiker
- Pier Francesco Brunaccini (1772–1850), Ordensgeistlicher und römisch-katholischer Erzbischof von Monreale
- Letterio Subba (1787–1868), Architekt, Bildhauer und Maler

### 1801 bis 1900

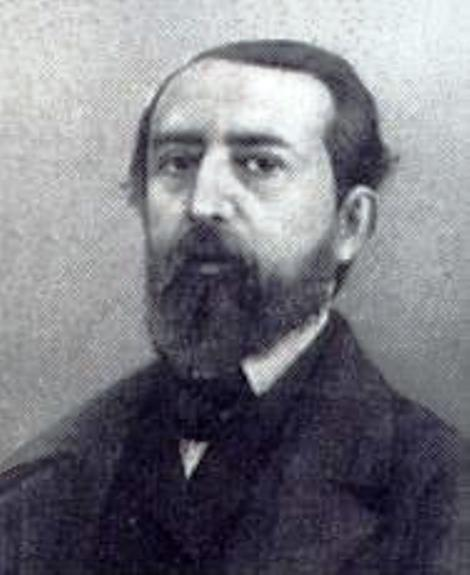
Giuseppe La Farina

- Michele Panebianco (1806–1873), Maler
- Tommaso Aloisio Juvara (1809–1875), Zeichner und Kupferstecher
- Giacomo Conti (1813–1888), Maler
- Giuseppe La Farina (1815–1863), Jurist, Journalist, Schriftsteller und Politiker
- Saro Zagari (1821–1897), Architekt und Bildhauer
- Giuseppe Prinzi (1825–1895), Bildhauer
- Giuseppe Sergi (1841–1936), positivistischer physischer Anthropologe, Evolutionist und Experimentalpsychologe
- Laura Gonzenbach (1842–1878), Märchensammlerin
- Giacomo Natoli (1846–1896), Politiker, Bürgermeister von Messina
- Annibale Maria Di Francia (1851–1927), Priester, Ordensgründer und Heiliger
- Julius Jaeger (1855–1887), deutscher Landschaftsmaler der Düsseldorfer Schule
- Helene Klostermann (1858–1935), Pädagogin
- Antonio Ruggeri (1859–1915), Rebzüchter
- Giovanni Alfredo Cesareo (1860–1937), Schriftsteller und Romanist
- Pietro Gori (1865–1911), Jurist, Journalist und Dichter
- Gaetano Martino (1900–1967), Politiker

### 1901 bis 1950

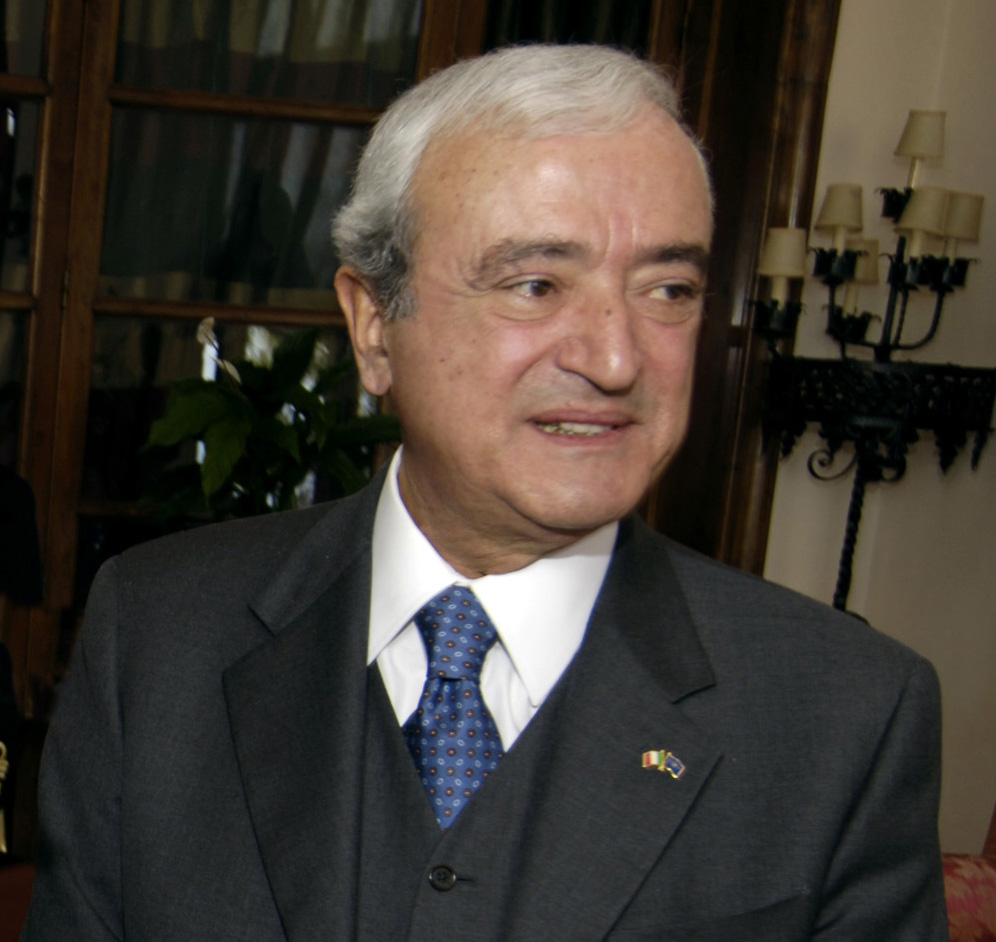
Antonio Martino

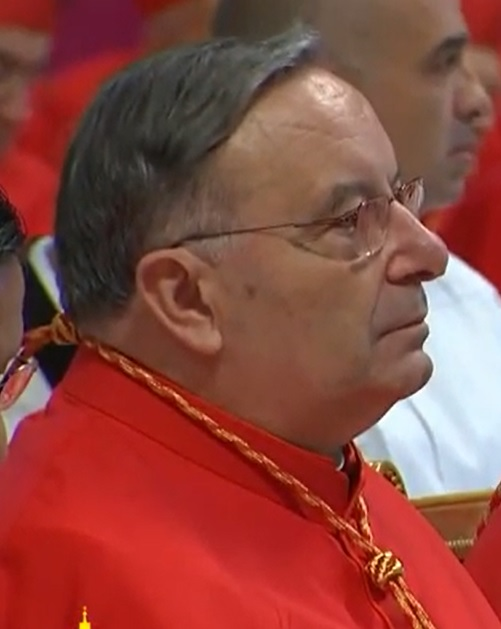
Francesco Montenegro

- Cayetano Puglisi (1902–1968), argentinischer Tangogeiger, Bandleader und Komponist
- Pietro Ferro (1903–1960), Komponist und Musikpädagoge
- Salvatore Todaro (1908–1942), Marineoffizier
- Gino Buzzanca (1912–1985), Schauspieler
- Enrico Fulchignoni (1913–1988), Dokumentarfilmer und Drehbuchautor
- Giovanni Corrieri (1920–2017), Radrennfahrer
- Mario Landi (1920–1992), Regisseur
- Adolfo Celi (1922–1986), Filmschauspieler und Regisseur
- Tano Cimarosa (1922–2008), Schauspieler und Filmregisseur
- Turi Vasile (1922–2009), Filmproduzent, Drehbuchautor und Filmregisseur
- Domenico Amoroso (1927–1997), römisch-katholischer Ordensgeistlicher und Bischof von Trapani
- Wladimiro Calarese (1930–2005), Fechter
- Antonino Giuffrè (1933–1997), Bauingenieur
- Nino Marino (* 1935), Schriftsteller, Drehbuchautor und Filmregisseur
- Ferdinando Salleo (* 1936), Diplomat
- Vittorio Luigi Mondello (* 1937), katholischer Geistlicher und emeritierter Erzbischof von Reggio Calabria-Bova
- Carlo Ausino (1938–2020), Filmschaffender
- Carlo Quartucci (1938–2019), Regisseur, Schauspieler und Bühnenbildner
- Rodolfo Bonifacio (1940–2016), Physiker
- Paolo Lombardo (* 1941), Filmschaffender
- Antonio Martino (1942–2022), Politiker
- Michele Parrinello (* 1945), Physiker
- Francesco Montenegro (* 1946), katholischer Geistlicher, Erzbischof von Agrigent und Kardinal
- Tullio Lanese (1947–2025), Fußballschiedsrichter und -funktionär
- Gianfranco Licandro (* 1947), Schauspieler
- Michele Giuttari (* 1950), Polizist und Schriftsteller

### Ab 1951
- Massimo Sigala (* 1951), Autorennfahrer

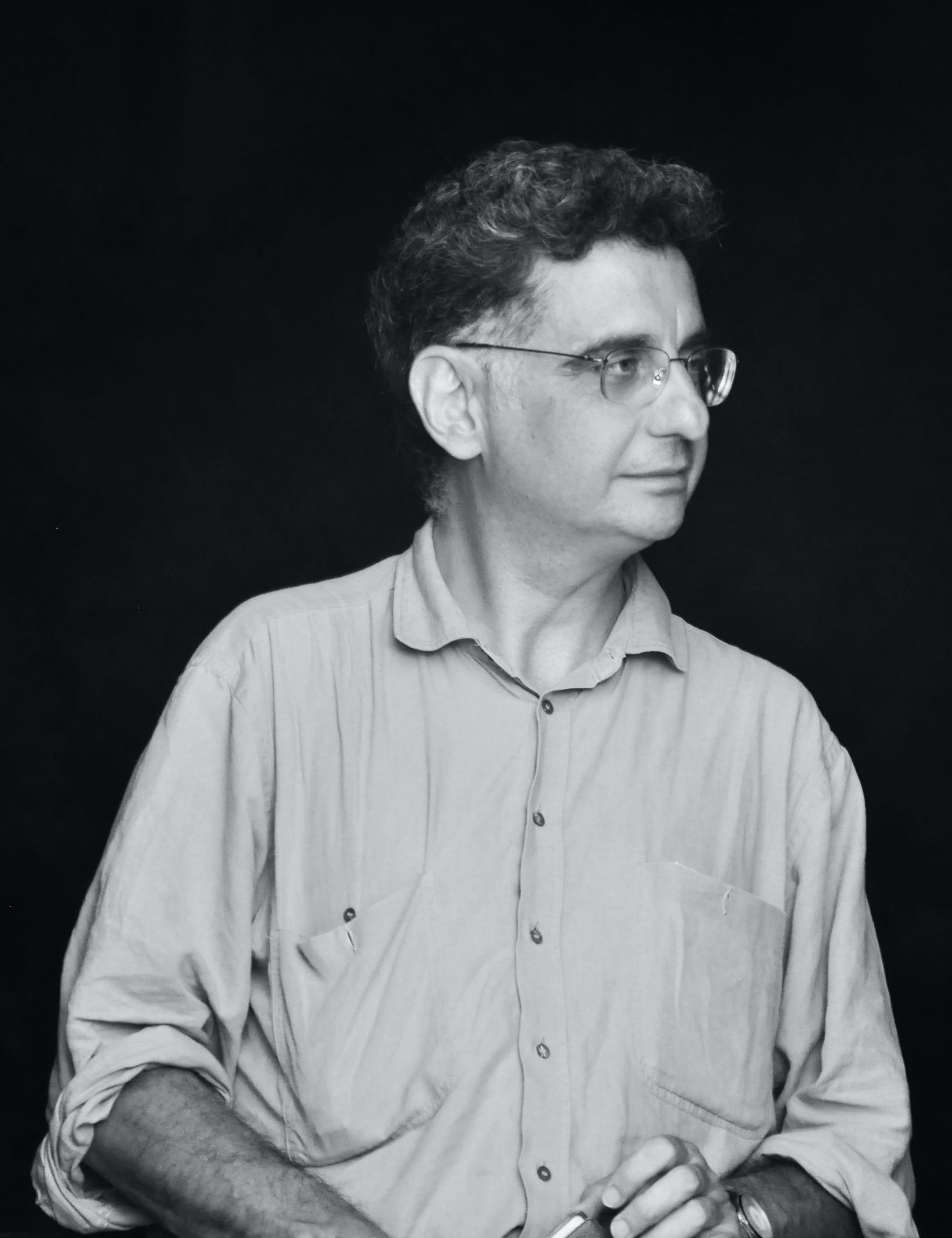
Francesco Calogero

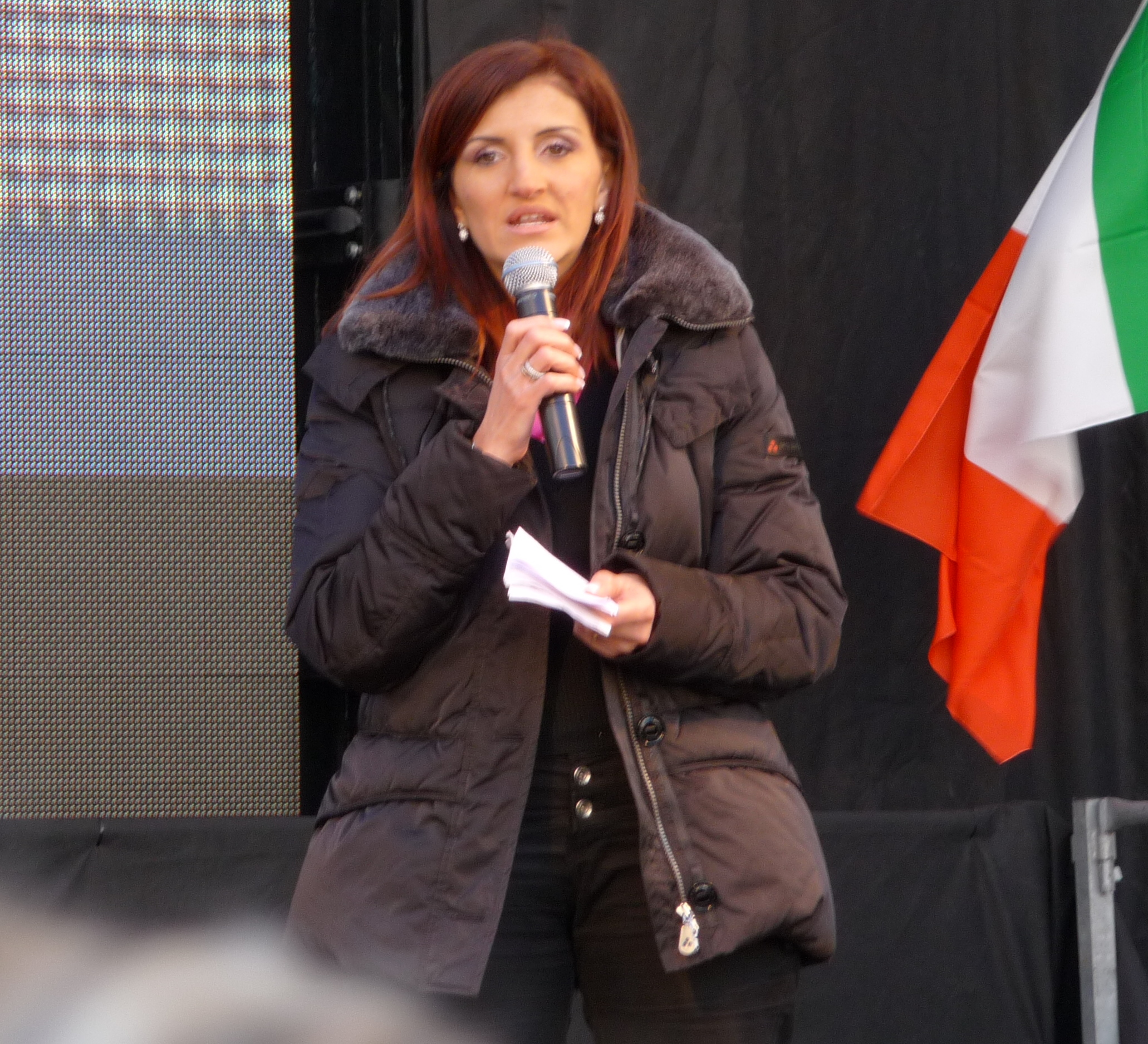
Sonia Alfano

- Peppino D’Agostino (* 1956), Gitarrist, Musikpädagoge und Komponist
- Gaetano Saya (* 1956), Politiker
- Lucia Aliberti (* 1957), Opernsängerin
- Francesco Calogero (* 1957), Filmregisseur und Drehbuchautor
- Donatella Maiorca (* 1957), Schnittsekretärin und Regisseurin
- Alfredo Ormando (1958–1998), Theologe und Schriftsteller
- Giovanni Scalzo (* 1959), Fechter
- Luigi Brogna (1961–2008), Schriftsteller
- Ninni Bruschetta (* 1962), Schauspieler, Theaterregisseur und Drehbuchautor
- Anna Kanakis (1962–2023), Filmschauspielerin und Politikerin
- Cesare Di Pietro (* 1964), katholischer Geistlicher, Weihbischof in Messina-Lipari-Santa Lucia del Mela
- Giovanni Mazzarino (* 1965), Jazzpianist und Bandleader
- Maria Grazia Cucinotta (* 1968), Schauspielerin, Filmproduzentin, Filmregisseurin und Model
- Sonia Alfano (* 1971), Antimafia-Aktivistin und Politikerin
- Daniela Schächter (* 1972), Jazzmusikerin
- Cettina Donato (* 1976), Jazzmusikerin
- Antonino Fogliani (* 1976), Dirigent
- Silvia Bosurgi (* 1979), Wasserballspielerin
- Vincenzo Nibali (* 1984), Radrennfahrer
- Giuseppe Sulfaro (* 1984), Schauspieler
- Elios Manzi (* 1996), Judoka

## Bekannte Einwohner von Messina
- Brunilde Sismondo Ridgway (1929–2024), US-amerikanische Klassische Archäologin
- Anna Giordano (* 1965), Ornithologin und Umweltaktivistin